# Plaça del Gambeto (Riudaura)
La Plaça del Gambeto és una plaça de Riudaura (Garrotxa) protegida com a bé cultural d'interès local.

## Descripció
Aquesta plaça es pot considerar el centre original de Riudaura, forma un conjunt únic dintre l'estructura medieval del poble, amb l'antiga capella de Sant Marçal, i amb algunes de les cases més representatives de l'arquitectura urbana dels segles XVII i XVIII.